# 丘の一本松
『丘の一本松』（おかのいっぽんまつ、原題・英語: The Trail of the Lonesome Pine）は、1936年のアメリカ合衆国の西部劇映画。
1914年・16年・23年にも映画化されたジョン・フォックス・ジュニアの小説をもとにヘンリー・ハサウェイが監督、シルヴィア・シドニーとフレッド・マクマレイ、ヘンリー・フォンダが主演した。
本作品はパラマウント映画初の全篇テクニカラー劇映画であり、野外で撮影された最初のテクニカラー映画である。

## キャスト
- ジューン・トリヴァー: シルヴィア・シドニー
- ジャック・ヘイル: フレッド・マクマレイ
- デイヴ・トリヴァー: ヘンリー・フォンダ - ジューンのいとこ。
- ジャド・トリヴァー: フレッド・ストーン（英語版）
- サーバー: ナイジェル・ブルース
- メリッサ: ビューラ・ボンディ
- バック・ファリン: ロバート・バラット（英語版）
- バディ・トリヴァー: ジョージ・マクファーランド（英語版）
- テイター: ファジー・ナイト（英語版）
- コージー: オットー・フライズ（英語版）
- 保安官: サミュエル・S・ハインズ（英語版）
- クレイ・トリヴァー: アラン・バクスター

## スタッフ
- 監督：ヘンリー・ハサウェイ
- 製作：ウォルター・ウェンジャー
- 脚色：グローヴァー・ジョーンズ
- 脚本：ハーヴェイ・F・シュー、ホレス・マッコイ
- 撮影：ロバート・C・ブルース（英語版）、W・ハワード・グリーン（英語版）
- 編集：ロバート・ビショフ（英語版）
- 音楽監督：ボリス・モロス
- 音楽：ジェラルド・カルボナーラ、ヒューゴー・フリードホーファー
- 美術：ハンス・ドライアー
- 衣裳：ヘレン・テイラー

## アカデミー賞ノミネーション
- 歌曲賞：ルイス・アルター、シドニー・D・ミッチェル